# Mehran Karimi Nasseri
Mehran Karimi Nasseri (IPA: [mehˈrɒn kæriˈmi nɒseˈri], in persiano مهران کریمی ناصری‎; Masjed-e Soleyman, 1945 – Parigi, 12 novembre 2022) è stato un rifugiato iraniano, noto per aver vissuto all'interno dell'aeroporto Charles De Gaulle di Parigi tra il 1988 e il 2006.
Autodefinitosi apolide, la sua permanenza presso l'aeroporto di Parigi ha ispirato la realizzazione del film The Terminal (2004).

## Biografia
Nasseri nacque a Masjed-e Soleyman nel 1945, figlio naturale di un medico iraniano impiegato presso l'Anglo-Iranian Oil Company e, come affermerà dopo la morte del padre, di un'infermiera scozzese. Nel 1973, si recò in Inghilterra per studiare presso l'università di Bradford; a seguito di questo suo soggiorno di studio, affermò poi che, nel 1976, fece ritorno in Iran ma, a causa del suo attivismo contro lo scià Mohammad Reza Pahlavi, venne arrestato ed espulso dal paese dopo quattro mesi di detenzione; tuttavia, questa sua affermazione è stata smentita da indagini successive che appurarono come nei confronti di Nasseri non sia mai stato emesso alcun ordine d'espulsione dal territorio nazionale. In realtà, l'unico elemento della storia del suo passato che abbia finora trovato riscontro è quello che lo vedeva figurare tra i 20 studenti che, nel 1970, furono trattenuti dalle forze dello scià per essere interrogati a seguito dello scoppio d'un moto di proteste contro un nuovo regolamento all'università di Teheran.
Comunque, Nasseri provò ad emigrare nel Regno Unito, che però gli rifiutò l'asilo politico; cominciò così a vagare per l'Europa, finché dopo 5 anni, il 7 ottobre 1981, la sua esistenza fu ufficialmente riconosciuta dalle autorità belghe da cui ottenne la tessera di rifugiato № 86 399. Con tutti i documenti in regola, decise allora di recarsi nuovamente nel Regno Unito alla ricerca della sua presunta vera madre (che, per l'appunto, ha sempre asserito d'essere una suddita britannica di origini scozzesi) e, il 16 novembre 1984, prese un traghetto per Folkestone; però il Regno Unito lo respinse ancora e, poiché si trovava senza documenti, anche il Belgio gli negò l'ingresso: aveva infatti inviato le sue carte di rifugiato all'Alto Commissariato delle Nazioni Unite per i rifugiati, a Bruxelles, nella speranza che le autorità britanniche non potessero rimpatriarlo in Belgio; inoltre mostrava i primi segnali di un declino mentale, segnalato anche dal fatto che cominciava a farsi chiamare «sir Alfred Mehran», mostrando inoltre d'ignorare chi fosse il Mehran Karimi Nasseri a cui i suoi documenti facevano capo.
Nel 1985 sbarcò finalmente in Francia, a Boulogne-sur-Mer, ma il governo francese lo condannò a tre mesi di carcere per essere entrato e aver soggiornato illegalmente sul suo territorio. All'uscita dal carcere Nasseri riprese a vagabondare facendo perdere le sue tracce; venne ritrovato nell'agosto del 1988 al terminal 1 dell'aeroporto Charles de Gaulle, mentre tentava nuovamente di imbarcarsi per l'Inghilterra. A quel punto rimase nell'aeroporto: anche dopo il 1992 - quando la Francia era pronta a concedergli il permesso di soggiorno - rimase in una situazione di "limbo giuridico", derivante da un circolo vizioso delle procedure di ingresso negli Stati. Infatti, la regolarizzazione del titolo di permanenza dipendeva dal fatto che presentasse la sua tessera di rifugiato accordatagli dal governo belga, ormai non più in possesso di Nasseri, le autorità belghe dal loro canto chiedevano che fosse Nasseri in persona ad andare a ritirarla.
La situazione si sbloccò sette anni dopo, nel 1999, quando venne accompagnato al tribunale di Bobigny per ritirare i suoi documenti, ma Nasseri sorprese tutti sostenendo che quei documenti erano errati e dichiarò di chiamarsi "sir Alfred Mehran" e di non essere un cittadino iraniano.
Nasseri ha continuato quindi a soggiornare al terminal 1 dell'aeroporto Charles De Gaulle fino al luglio 2006 quando, per un'intossicazione alimentare, è stato ospedalizzato. Dimesso nel gennaio 2007, è stato preso in consegna dalla sezione locale della Croce Rossa francese dell'aeroporto; ha soggiornato per alcune settimane in un albergo vicino all'aeroporto, e il 5 marzo 2007 è stato trasferito in una casa di accoglienza gestita da Emmaüs France nel XX arrondissement di Parigi.
Poche settimane prima del decesso, a causa di un Infarto miocardico acuto, avvenuto nel 2022, era tornato a risiedere nell'aeroporto.